# 604
604 (DCIV) var ett skottår som började en onsdag i den julianska kalendern.

## Händelser

### September
- 13 september – Sedan Gregorius I har avlidit den 12 mars väljs Sabinianus till påve.[1]

## Födda
- Oswald av Northumbria, kung av Northumbria.

## Avlidna
- 12 mars – Gregorius I, påve sedan 590.
- 26 maj – Augustinus, förste ärkebiskopen av Canterbury, helgon.